# フレデリック・ホプキンズ
サー・フレデリック・ガウランド・ホプキンズ（Sir Frederick Gowland Hopkins, 1861年6月20日 - 1947年5月16日）は、イギリスの生化学者。メリット勲章勲爵士（OM）、王立協会フェロー（FRS）。1929年、ビタミンの発見の業績によりクリスティアーン・エイクマンと共にノーベル生理学・医学賞を受賞した。また、1901年にアミノ酸の一つであるトリプトファンを発見した。

## 人物
イングランド・サセックスのイーストボーンに生まれ、ロンドン大学、ガイズ病院医学部（キングス・カレッジ・ロンドン）で学んだ。1914年にケンブリッジ大学の生化学教授に就任し、神経化学の開拓者として知られる Juda Hirsch Quastel などを教えた。
1929年、ノーベル生理学・医学賞をクリスティアーン・エイクマンと共に受賞した。受賞理由は、現在ビタミンとして知られる特定の微量粒子が健康の維持に必須であることの発見。また、彼は筋肉の収縮が乳酸の蓄積を引き起こすことも発見した。

## 略歴
- 1861年6月30日：イングランドのサセックス、イーストボーンに生まれる。
- 1890年：ロンドン大学から理学士号を授与。
- 1894年：ガイ病院から医学の学位を授与。
- 1898年：ジェシー・アンナ・スティーブンズと結婚。
- 1898年 - 1910年：ケンブリッジ大学化学生理学講師を務める。
- 1905年：王立協会フェローに選出[1]。
- 1910年：ケンブリッジ大学トリニティ・カレッジで生化学のフェロー、講師に就任。
- 1912年：「Feeding Experiments Illustrating the Importance of Accessory Food Factors in Normal Dietaries（一般的な食事に於ける補助栄養素の重要性を例証する食餌実験）」を発表し、食生活におけるビタミンの必要性を論証。
- 1914年 - 1943年：ケンブリッジ大学で生化学教授を務める。
- 1930年 - 1935年：王立協会会長を務める。
- 1933年：英国科学振興協会の会長に就任。
- 1947年5月16日：イングランドのケンブリッジで死去。

## 栄誉・受賞
- 1915年：王立協会よりクルーニアン・メダル
- 1918年：王立協会よりロイヤル・メダル[1]。
- 1925年：ジョージ5世によりナイト爵に叙せられる。
- 1926年：王立協会よりコプリ・メダルを受賞[1]。
- 1929年：ノーベル生理学・医学賞
- 1934年：ロイヤル・ソサエティ・オブ・アーツよりアルバート・メダル
- 1935年：メリット勲章を受勲。